# Wu Wej-chua
Wu Wej-chua (čínsky pchin-jinem Wǔ Wéihuá, znaky zjednodušené 武维华; * září 1956) je čínský fyziolog a molekulární biolog a politik, profesor na Čínské zemědělské univerzitě, od roku 2007 člen Čínské akademie věd. Je členem Společnosti 3. září, jedné z menších politických stran v Čínské lidové republice a od roku 2017 ji vede; současně od roku 2018 zastává funkci místopředsedy stálého výboru Všečínského shromáždění lidových zástupců (parlamentu).

## Život
Wu Wej-chua se narodil v září 1956 v okrese Lin-fen na jihu provincie Šan-si. V letech 1974–1978 vyučoval na základní a nižší střední škole v okrese Siao-i v Šan-si. Potom studoval biologii se zaměřením na fyziologii rostlin na Šansijské univerzitě, studium ukončil roku 1982 ziskem bakalářského titulu, v roce 1984 obdržel magisterský titul v šanghajském Ústavu fyziologie rostlin Čínské akademie věd.
Ve druhé polovině 80. let přednášel biologii na Pekingské zemědělské univerzitě, pracoval jako hostující vědecký pracovník (1987–1989) a doktorand (1989–1991) na Státní univerzitě v New Jersey, na které v roce 1991 získal doktorský titul. V letech 1991–1994 působil jako postdoktorand na Harvardově univerzitě a Pensylvánské státní univerzitě. Roku 1994 se vrátil do Číny, přednášel na Čínské zemědělské univerzitě v Pekingu, v letech 1999–2004 vedl fakultu biologie univerzity, od roku 2002 byl vedoucím laboratoře fyziologie a biochemie rostlin univerzity (do roku 2018). V roce 2007 byl zvolen členem Čínské akademie věd. Působil i ve vedení Pekingu: v letech 2011–2012 byl místopředsedou výboru pro práci na venkově pekingské městské správy.
Vstoupil do jedné z menších politických stran Čínské lidové republiky, do Společnosti 3. září a jako její reprezentant byl v březnu 2003 vybrán mezi členy celostátního výboru Čínského lidového politického poradního shromáždění (ČLPPS), ve dvou následujících funkčních obdobích (2008–2018) byl i členem stálého výboru celostátního výboru ČLPPS. Od roku 2012 byl zvolen místopředsedou ústředního výboru Společnosti 3. září a koncem 2017 ho vzápětí po sjezdu společnosti její ústřední výbor zvolil svým předsedou. Vzestup uvnitř strany doprovázely i významnější funkce v zastupitelských sborech země, tak v březnu 2018 byl zvolen místopředsedou stálého výboru Všečínského shromáždění lidových zástupců (parlamentu). Koncem roku 2022 byl znovuzvolen předsedou ÚV Společnosti 3. září a v březnu následujícího roku byl podruhé zvolen místopředsedou stálého výboru Všečínského shromáždění lidových zástupců.